# Alpaida rostratula
Alpaida rostratula är en spindelart som först beskrevs av Eugen von Keyserling 1892.  Alpaida rostratula ingår i släktet Alpaida och familjen hjulspindlar. Inga underarter finns listade i Catalogue of Life.